# Andrei I al Ungariei
Andrei I , supranumit cel Alb și, de asemenea, Catolicul (în limba maghiară: Fehér/Katolikus András/Endre; n. 1015 – d. 1060, Zirc, Veszprém, Ungaria) a fost rege al Ungariei din 1046 până la moarte. El a aparținut ramurii tinere a dinastiei arpadiene. După o perioadă de 15 ani petrecută în exil, a revenit în țară și a devenit rege în timpul unei rebeliuni a păgânilor unguri. El a întărit poziția creștinismului în Regatul Ungariei și a apărat independența țării. A încercat să asigure succesiunea la tron a fiului său, Solomon, dar Béla I, fratele său, a inițiat revoltă în urma căruia și-a detronat nepotul.

## Biografie

### Tinerețea
Andrei a fost al doilea fiu al ducelui Vazul, vărul lui Ștefan I al Ungariei, primul rege al Ungariei. Mama sa a fost cel mai probabil o concubină a lui Vazul.
Pe 2 septembrie 1031, singurul urmaș în viață al regelui Ștefan I, Emeric a murit într-un accident de vânătoare. Regele dorise să întărească poziția creștinismului în regatul său, în care existau încă numeroși păgâni, și a intenționat să îl numească succesor la tron pe nepotul său de soră, Petru Orseolo. Ducele Vazul (despre care existau zvonuri că ar fi fost încă păgân), a participat la o conspirație pentru asasinarea regelui. Tentativa de asasinare a eșuat, iar Vazul a fost orbit, iar fii lui alungați în exil.

### Cadru istoric
Succesiunea în Ungaria secolului al XI-lea respecta principiul senioratului, prin care erau preferați la tron frații mai tineri ai regelui în defavoarea fiilor monarhului. Datorită acestei tradiții, liniile masculine mai tinere ale dinastiei Árpád puneau în primejdie succesiunea la tron a fiului regelui în funcție. Linia dinastică a lui Andrei a fost rivala ramurii vechi a casei Árpád, căreia îi aparțineau regele Ștefan și tatăl lui. În ultimii 50 de ani, rivalitatea dintr cele două ramuri se axase în principal pe conflictul dintre creștinism (ramura veche) și păgânism (ramura tânără). În 1038, dispariția liniei masculine a ramurii vechi a deschis conflictul pentru succesiune la tron, iar ramurii tinere a casei domnitoare i s-au deschis noi oportunități.

### Exilul
După executarea ducelui Vazul, cei trei frați au fost obligați să părăsească țara. Ei s-au refugiat la început în Boemia, pentru ca mai apoi să treacă în Polonia. Aici, Béla s-a căsătorit cu o membră a casei Piaștilor. Andrei și Levente au plecat mai departe și s-au stabilit la Kiev. Andrei s-a căsătorit aici cu Anastasia a Kievului, fiica marelui cneaz Iaroslav I. Prelații catolici conduși de Gerardo Sagredo, episcop de Cenad, au decis să îi recheme în țară pe Andrei și pe frații lui. Când Andrei și Levente au ajuns în Ungaria, o revoltă a păgânilor maghiari era în plină desfășurare. Cei doi frați s-au aliant cu rebelii păgâni. În aceste condiții, regele Petru a încercat să fugă în Sfântul Imperiu Roman, dar a fost arestat și orbit de susținătorii lui Andrei și Levente.

### Lupta pentru păstrarea tronului

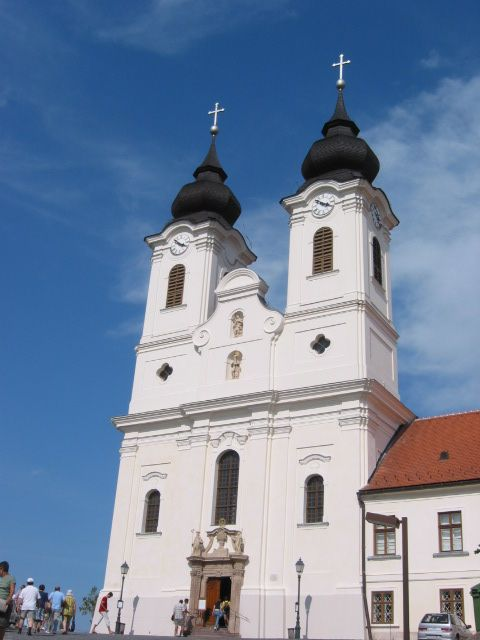
Abația Tihany - locul unde se afl înmormântat regele Andrei I

Cronicile ungurești relatează despre înțelegerea făcută de cei doi frați după înfrângerea lui Petru I. Andrei urma să fie încoronat rege al Ungariei, iar fratele lui mai mare, Levente, care era un păgân învederat, urma să nu îi conteste domnia. În ciuda acestei înțelegeri, Andrei a fost încoronat rege doar după moartea fratelui său în 1047. Andrei a continuat politica de creștinare dar, în același timp, nu a luat măsuri drastice împotriva păgânilor. După încoronare, regele Andrei a reconfirmat decretele predecesorul său Ștefan I și a invitat o serie de preoți străini în Ungaria, deoarece rebelii păgâni uciseseră membri ai clerului creștin.
Relațiile cu Sfântul Imperiu Roman au rămas tensionate, deoarece regele Petru fusese un aliat apropiat și vasal al împăratului Henric al III-lea. Andrei a refuzat să accepte vasalitatea și s-a pregătit pentru războiul care devenise iminent. Andrei și-a invitat fratele mai tânăr, Béla, care devenise între timp un comandant militar renumit în Polonia, să revină în țară și l-a numit la guvernarea a o treime din regat, așa numitul Tercia pars regni.
În 1051, împăratul Henric al III-lea a declanșat atacul împotriva Ungariei, dar trupele imperiale au fost înfrânte, acestea din urmă fiind lipsite de sprijinul flotei fluviale, care se întorsese din drum după ce primise o scrisoare falsificată de unguri. Încercările unor înalți prelați catolici de mediere a conflictului au eșuat, împăratul refuzând să accepte pacea. În anul următor, flota imperială a atacat Bratislava, dar ungurii au reușit să scufunde vasele inamice. De această dată, Papa Leon al IX-lea a fost cel care a încercat să medieze pacea dintre cei doi monarhi, dar împăratul a refuzat din nou orice ofertă de pace. Andrei a format atunci în 1053 o alianță cu bavarezii împotriva împăratului.
În 1055 Andrei a fondat mănăstirea benedictină din Tihany, pe malul lacului Balaton. Tot aici, el a fondat o mănăstire ortodoxă de măicuțe. Documentul prin care a fost fondată și înzestrată mănăstirea Tihany este importantă pentru istoria limbii maghiare, deoarece, deși este scris în principal în latină, conține cele mai vechi cuvinte ungurești scrise.

### Criza succesiunii
În 1057 Andrei I a încercat să asigure succesiunea la tron a fiului său de cinci ani Solomon, pe care l-a încoronat. Încoronarea minorului Solomon l-a nemulțumit pe Béla, fratele lui Andrei, care era moștenitorul prezumtiv al regelui.  Béla a părăsit curtea regală și s-a retras pe domeniile sale. În septembrie 1058 Andrei a încheiat pace cu Sfântul Imperiu Roman și, după o întâlnire cu împăratul Henric al IV-lea, și-a logodit fiul cu sora lui Henric, Iudita.
După această reușită diplomatică, Andrei a încercat să îl convingă pe Béla să accepte aranjametul dinastic, dar fratele său a plecat în Polonia, de unde dorea să recruteze o armată cu care să atace Ungaria. Când a aflat de rebeliunea fratelui său, Andrei și-a trimis familia peste graniță și s-a pregătit pentru luptă în ciuda sănătății precare. La scurtă vreme, ducele Béla și armata sa poloneză a câștigat o bătălie decisivă împotriva fratelui său. Andrei a încercat să fugă, dar a fost arestat de oamenii lui Béla, fiind ținut prizonier la Zirc, unde a și murit.
Andrei a fost înmormântat în Abația Tihany.

## Familia
Andrei a a fost căsătorit cu Anastasia a Kievului (c. 1023 – c. 1074/1096), fiica marelui cneaz al Kievului, Iaroslav cel Înțelept. Cei doi au avut trei copii:
- Adelaida (c. 1040 – 27 ianuarie 1062), căsătorită cu regele Vratislav al II-lea al Boemiei;
- Solomon (1053 – c. 1087), rege al Ungariei, căsătorit cu Iudita de Suabia;[11]
- David (c. 1053 – c. 1094).

De asemenea, Andrei a avut un copil din afara căsătorie, George.